# Список досліджень навколоземних об'єктів
Список досліджень навколоземних об'єктів охоплює проєкти, у рамках яких вивчають навколоземні об'єкти. Їхньою метою здебільшого є пошук невідкритих астероїдів, але інколи вдається знайти й комети.
| Назва проєкту                                                                | Початок роботи | Кінець роботи | Опис                                                                                   |
| ---------------------------------------------------------------------------- | -------------- | ------------- | -------------------------------------------------------------------------------------- |
| Anglo-Australian Near-Earth Asteroid Survey                                  | 1990           | 1996          |                                                                                        |
| Asiago-DLR Asteroid Survey                                                   | 2001           | 2001          |                                                                                        |
| ATLAS                                                                        | 2015           |               |                                                                                        |
| Пекінська Шмідт-ПЗЗ астероїдна програма                                      | 1996           | 2002          | Відкрито понад 1000 малих планет.                                                      |
| Campo Imperatore Near-Earth Object Survey                                    | 2001           |               |                                                                                        |
| Catalina Sky Survey (Каталінський огляд неба)                                | 1998           |               | Відкриває понад 1000 об'єктів на рік.                                                  |
| EURONEAR                                                                     |                |               |                                                                                        |
| International Near-Earth Asteroid Survey                                     |                |               |                                                                                        |
| LINEAR (Лабораторія пошуку навколоземних астероїдів імені Лінкольна)         | 1998           |               |                                                                                        |
| LONEOS                                                                       | 1993           | 2009          |                                                                                        |
| Near Earth Object Surveillance Satellite                                     | 2013           |               | Обсерваторія-супутник.                                                                 |
| NEAT (Програма спостереження за навколоземними астероїдами)                  | 1995           | 2007          |                                                                                        |
| NEO Surveyor                                                                 | 2028           |               |                                                                                        |
| NEODyS                                                                       |                |               | База даних орбіт навколоземних астероїдів.                                             |
| NEOSTEL                                                                      | 2020           |               |                                                                                        |
| NEOWISE                                                                      | 2009           | 2011          | Спостереження за навколоземними об'єктами в інфрачервоному спектрі.                    |
| OCA–DLR Asteroid Survey                                                      | 1996           | 1999          |                                                                                        |
| OGS Telescope                                                                | 1995           |               |                                                                                        |
| orbit@home                                                                   | 2008           | 2013          | Проєкт розподілених обчислень для оптимізації стратегій пошуку навколоземних об'єктів. |
| Palomar Planet-Crossing Asteroid Survey                                      | 1973           | 1995          |                                                                                        |
| Palomar Transient Factory                                                    | 2009           | 2012          |                                                                                        |
| Паломар-Лейденський огляд                                                    | 1960           | 1977          |                                                                                        |
| Pan-STARRS                                                                   | 2008           |               |                                                                                        |
| Sentinel Space Telescope                                                     |                |               | Скасовано на стадії розробки.                                                          |
| Sentry                                                                       |                |               |                                                                                        |
| Siding Spring Survey (Огляд Сайдинг-Спрінг)                                  | 2004           | 2013          |                                                                                        |
| Space Situational Awareness Programme                                        |                |               |                                                                                        |
| Spacewatch                                                                   | 1984           |               |                                                                                        |
| Українські оптичні засоби для мережі навколоземного космічного спостереження |                |               |                                                                                        |
| Обсерваторія Вери Рубін                                                      | 2024           |               | Наземний телескоп (будується).                                                         |

1. ↑  Minor Planet Discoverers. Minor Planet Center. Процитовано 31 березня 2023.